# William Lundigan
William Paul Lundigan (* 12. Juni 1914 in Syracuse, New York; † 20. Dezember 1975 in Duarte, Kalifornien) war ein US-amerikanischer Schauspieler.

## Leben und Karriere
William Lundigans Vater besaß einen Schuhladen in Syracuse (New York), in dem William aushalf – zugleich interessierte er sich bereits früh für das Radio und die Schauspielerei. Als 16-Jähriger begann er bei der lokalen Radiostation WFBL als Radiosprecher und -moderator. Auch während seines Jurastudiums an der Syracuse University arbeitete er weiterhin als Radiomoderator bei WFBL. Dort entdeckte ihn auch ein Talentagent von Universal Pictures, der sich von seiner Baritonstimme begeistert zeigte und ihn nach Hollywood lotste, wo Lundigan im Jahr 1937 seine erste Filmrolle in Armored Car unter Regie von Lewis R. Foster spielte.
Gegen Ende der 1930er-Jahre kam Lundigan zu Warner Brothers, wo er in den Western Herr des wilden Westens und Land der Gottlosen sowie dem Abenteuerfilm Der Herr der sieben Meere an der Seite von Errol Flynn Nebenrollen übernahm. In einer Reihe von kleineren Filmproduktionen war er auch als Leading Man in Hauptrollen zu sehen, meist im Rollenfach des freundlichen, manchmal naiven „Jungen von nebenan“. Metro-Goldwyn-Mayer, wo Lundigan später unter Vertrag war, wollte ihn Anfang der 1940er-Jahre zum Star aufbauen, doch Lundigan meldete sich  freiwillig zu einem Einsatz im Zweiten Weltkrieg, was seine Filmkarriere unterbrach und den MGM-Boss Louis B. Mayer so wütend machte, dass er ihn aus seinem Vertrag bei MGM entließ. Lundigans anschließende Filmkarriere spielte sich überwiegend in Filmen der B-Kategorie ab. Eine Ausnahme war 1947 der Auftritt in Dishonoured Lady an der Seite von Hedy Lamarr. Lundigan selbst äußerte, dass es vielleicht sein Fehler gewesen sei, immer kooperativ gewesen zu sein und auch schlechten Rollen in schlechten Filmen zugesagt zu haben. Erst unter Vertrag bei 20th Century Fox bekam der Schauspieler bessere Rollen, darunter sein Auftritt in Elia Kazans Pinky, in dem er den Verlobten der Heldin, gespielt von Jeanne Crain, war, der nichts von ihrer afroamerikanischen Herkunft weiß. 1951 war er neben Susan Hayward in I'd Climb the Highest Mountain unter der Regie von Henry King zu sehen. Im selben Jahr trat er neben June Haver und Marilyn Monroe in Love Nest auf.
Im Fernsehen wurde Lundigan in den 1950er-Jahren zum Gastgeber der Serien Climax und Shower of Stars. Er sagte in dieser Funktion den Programminhalt sowie Werbung für Chrysler Motors, die die Sendungen sponsorten, an. Für Chrysler unternahm er auch als Werbebotschafter viele Touren. Nach einer Hauptrolle als Colonel Edward McCauley in der Science-Fiction-Fernsehserie Men Into Space wurden die Rollenangebote für Lundigan ab den 1960er-Jahren spärlich, seine letzte Rolle spielte er 1971 als Gastdarsteller in der Arztserie Dr. med. Marcus Welby. Lundigan wandte sein Interesse der Politik zu, so machte er 1964 Werbung für den republikanischen Präsidentschaftskandidaten Barry Goldwater und kandidierte erfolglos für einen Sitz im Los Angeles City Council.
Im Jahr 1950 durfte er seine Abdrücke am TCL Chinese Theatre hinterlassen. Mit seiner Ehefrau Rena Morgan Cournyn war er vom August 1945 bis zu seinem Tod verheiratet, sie hatten eine gemeinsame Tochter namens Anastasia. Lundigan starb im Dezember 1975 mit 61 Jahren an Herzversagen und wurde auf dem Holy Cross Cemetery in Culver City beigesetzt.

## Filmografie (Auswahl)
- 1937: Armored Car
- 1938: Sinners in Paradise
- 1939: Herr des wilden Westens (Dodge City)
- 1939: Die alte Jungfer (The Old Maid)
- 1940: Der Herr der sieben Meere (The Sea Hawk)
- 1940: Land der Gottlosen (Santa Fe Trail)
- 1940: The Fighting 69th
- 1940: Service with the Colors (Kurzfilm)
- 1943: Dr. Gillespie’s Criminal Case
- 1947: Die legendären Dorseys (The Fabulous Dorseys)
- 1947: Frau ohne Moral? (Dishonored Lady)
- 1949: Follow Me Quietly
- 1949: Pinky
- 1949: Die China-Mission (State Department: File 649)
- 1950: I’ll Get By
- 1951: The House on Telegraph Hill
- 1951: Love Nest
- 1951: Cornelia tut das nicht (Elopement)
- 1953: Verhängnisvolle Spuren (Inferno)
- 1953: Die Schlange vom Nil (Serpent of the Nile)
- 1954: R 3 überfällig (Riders to the Stars)
- 1954–1958: Climax (Fernsehserie, 120 Folgen als Gastgeber – darunter Casino Royale, 1954)
- 1954–1958: Shower of Stars (Fernsehserie, 20 Folgen als Gastgeber)
- 1959–1960: Menschen im Weltraum (Men Into Space; Fernsehserie, 38 Folgen)
- 1962: The Underwater City
- 1967: Der Weg nach Westen (The Way West)
- 1968: Wenn Engel reisen (Where Angels Go Trouble Follows!)
- 1971: Dr. med. Marcus Welby (Marcus Welby, M.D.; Fernsehserie, 1 Folge)